# Samuel Mitja Rapoport-Kooperationspreis
Der Samuel Mitja Rapoport-Kooperationspreis ist eine Auszeichnung, die seit dem Jahre 2012 von der Leibniz-Sozietät der Wissenschaften zu Berlin vergeben wird. Sie wird sowohl natürlichen als auch juristischen Personen als Anerkennung für herausragende Leistungen im Sinne der Zielstellung der Leibniz-Sozietät und ihrer Realisierung verliehen. Hierzu zählen nach Angaben der Gesellschaft insbesondere Leistungen bei der Beförderung des inter- und transdisziplinären Dialogs oder der Kooperation zwischen Wissenschaft einerseits und Wirtschaft, Politik oder zivilgesellschaftlichen Organisationen andererseits.
Der Preis ist nach Samuel Mitja Rapoport, dem ersten Präsidenten der Leibniz-Sozietät, benannt.

## Preisträger
- 2012 Andreas Golbs; Christian Muhr
- 2013 Mittelstandsverband Oberhavel e.V.
- 2014 Norbert Mertzsch, Verein Brandenburgischer Ingenieure und Wirtschaftler (VBIW)
- 2015 Wolfgang Weist, trafo-Verlag Berlin
- 2016 Taki Fiti für die Mazedonische Akademie der Wissenschaften und Künste (MANU) in Skopje
- 2019 Stephan von Dassel für das Bezirksamt Mitte von Berlin
- 2021 Georg B. Kaiser für die BMB BuchManufakturBerlin; Michel Lehmann für das Institut de Recherche Pluridisciplinaires en Arts, Lengues et Litteratures (IRPALL) in Toulouse
- 2022 Andreas Trunschke; Michael Dill für die Gesellschaft für elektronischen Geschäftsverkehr mbH (GEFEG)
- 2024 Siegfried Piotrowski für die Deutsche Gesellschaft für Kybernetik
- 2025 Claudia Spies für die Berliner Medizinische Gesellschaft